# Vilapicina (métro de Barcelone)
Vilapicina est une station de la ligne 5 du métro de Barcelone, en Espagne.

## Situation sur le réseau
La station est située sous le Passeig de Fabra i Puig, sur le territoire de la commune de Barcelone, dans le district de Nou Barris.

## Histoire
En 1953, la mairie de Barcelone valide la création d'une nouvelle ligne de métro, nommée Transversal Alto. Le tronçon incluant Vilapiscina doit permettre de relier Sagrera, également connectée à la ligne Transversal, à une nouvelle station située place d'Ibiza.
La décision est prise de construire initialement un tronçon Sagrera-Vilapiscina, passant par Viviendas de Congreso, Maragall et Virrey Amat. Le 27 mai 1955, les travaux de construction du tronçon sont attribués à l'entreprise Ferrocarril Metropolitano de Barcelona S.A.. La station est ouverte au public le 21 juillet 1959, lors de la mise en exploitation du tronçon. L'inauguration est faite en présence de plusieurs personnalités locales, dont le maire Josep Maria de Porcioles i Colomer et l'archevêque de Barcelone Gregorio Modrego y Casaus. En 1961, après la fusion des deux sociétés exploitant le métro de Barcelone (Gran Metropolitano de Barcelona SA et Ferrocarril Metropolitano de Barcelona SA), la ligne Sagrera-Vilapiscina est rebaptisée ligne II, Vilapiscina en constituant un terminus jusqu'à l'entrée en service de Horta le 5 octobre 1967. En 1970, ce tronçon est relié à Diagonal et intègre alors la ligne V. En 1982, les chiffres arabes remplacent les chiffres romains dans la numérotation des lignes et la station prend son nom actuel.